# Paracobitis rhadinaeus
Paracobitis rhadinaeus és una espècie de peix de la família dels balitòrids i de l'ordre dels cipriniformes que es troba a l'Afganistan.